# Cantone di Orthez
Il Cantone di Orthez era una divisione amministrativa dell'arrondissement di Pau.
È stato soppresso a seguito della riforma complessiva dei cantoni del 2014, che è entrata in vigore con le elezioni dipartimentali del 2015.
Comprendeva i comuni di:
- Baigts-de-Béarn
- Balansun
- Bonnut
- Castétis
- Lanneplaà
- Orthez
- Puyoô
- Ramous
- Saint-Boès
- Saint-Girons-en-Béarn
- Salles-Mongiscard
- Sallespisse
- Sault-de-Navailles